# Slaget vid Kokenhusen
Slaget vid Kokenhausen (Kokenhuza, lettiska: Koknese) var ett fältslag där en polsk-litauisk här besegrade en svensk här den 17 juni 1601.